# Joseph-Hippolyte Guibert
Joseph Hippolyte Guibert, O.M.I. (Aix-en-Provence, 13 de dezembro de 1802 - Paris, 8 de julho de 1886) foi arcebispo de Tours de 1857 a 1871, depois de Paris de 1871 a 1886 e cardeal.

## Biografia
Filho de Pierre Guibert, jardineiro e agricultor, e de Rose-Françoise Pécout. Batizado em 19 de dezembro de 1802 na igreja paroquial de seus pais, Saint-Jean de Malte. Sua família mudou-se temporariamente (c. 1821-1826) para uma fazenda em Saint-Menet, perto de Marselha, administrada por seu pai. Guibert estudou na escola particular do Abade Donneau em Aix (c. 1814); e depois no Seminário de Aix (1819), antes de ingressar na Sociedade dos Missionários da Provença em 1822 (posteriormente Oblatos de Maria Imaculada); professou em 1823; e estudou em sua casa em Marselha.
Ordenado em 14 de agosto de 1825, na capela episcopal de Marselha. Destinado imediatamente após a ordenação a Nîmes. Missionário em Marselha por muitos anos. Superior do noviciado de sua congregação por dois anos. Superior de Notre Dame du Laus, diocese de Gap. Transferido para a diocese de Ajaccio, Córsega, em 1835; por quase sete anos foi superior do seminário maior e vigário geral.

### Episcopado
Joseph-Hippolyte Guibert foi eleito bispo de Viviers em 24 de janeiro de 1842. Consagrado em 11 de março seguinte, igreja de Saint-Cannat, Marselha, por Charles-Eugène de Mazenod, OMI, bispo de Marselha, assistido por Toussaint Casanelli d'Istria, bispo de Ajaccio, e por Pierre Chartrousse, bispo de Valence. Assistente no Trono Pontifício, 26 de dezembro de 1845. Promovido à sede metropolitana de Tours, 19 de março de 1857. Participou do Primeiro Concílio do Vaticano, 1869-1870. Transferido para a sede metropolitana de Paris, 27 de outubro de 1871.
Oficial da Legião de Honra em 11 de agosto de 1859.

### Cardinalato

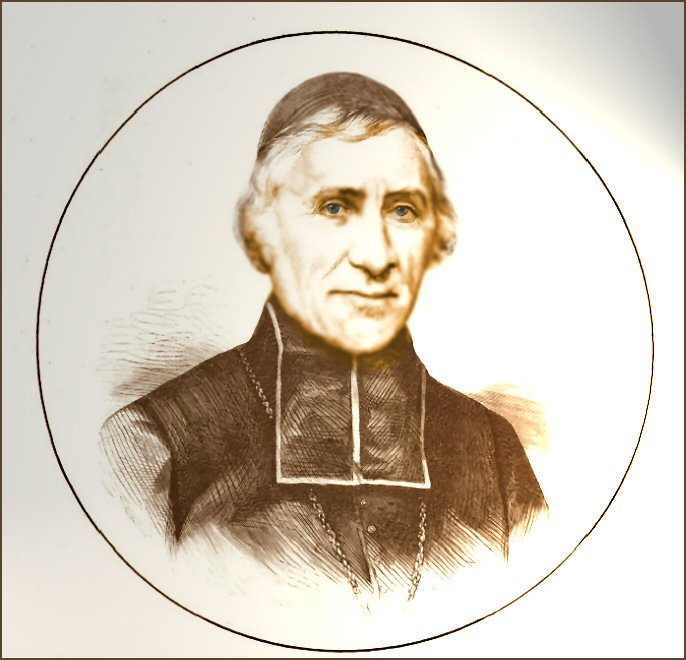
Joseph Guibert c. 1871

Criado cardeal-presbítero no consistório de 22 de dezembro de 1873; recebeu o título de S. Giovanni a Porta Latina em 15 de junho de 1874 e o barrete vermelho em 25 de junho de 1877. Fundador da Université Catholique de Paris, hoje Institut Catholique. Participou do conclave de 1878, que elegeu o Papa Leão XIII. Era um asceta que praticava a pobreza ao extremo. Deixou apenas alguns móveis antigos que havia comprado mais de sessenta anos antes.
Cardeal Guibert faleceu em 8 de julho de 1886, Paris. Exposto e sepultado na Catedral Metropolitana de Paris. Em 6 de julho de 1925, seus restos mortais foram transferidos para a cripta da Basílica do Sagrado Coração em Montmartre, Paris, que ele havia construído. Um monumento erguido em sua abóbada na cripta mostra o cardeal segurando uma réplica da basílica.

## Citações
- “A punição por faltas ordinárias é na maioria das vezes adiada para a próxima vida, para que o castigo imediato, aplicado com muita frequência, perturbe a ordem da liberdade humana, sabiamente estabelecida por Deus. Mas há crimes de ordem superior, se assim se pode chamar, que atentam contra os grandes princípios da verdade e da moral, e que por isso mesmo tendem à perversão da humanidade; esses crimes devem receber, desta vida, uma repressão temporal, para que a conduta da Providência não se torne um escândalo para os fracos e que a virtude não seja desencorajada.[3]